# Грюниг, Эйс
Роберт Ф. «Эйс» Грю́ниг (англ. Robert F. "Ace" Gruenig; 12 марта 1913 года, Чикаго, штат Иллинойс, США ― 11 августа 1958 года, Дель-Норте, штат Колорадо, США) ― американский баскетболист, прославившийся своими выступлениями на любительском уровне. Трёхкратный чемпион AAU (1937, 1939, 1942). Член Зала славы баскетбола с 1963 года.

## Ранние годы
Эйс Грюниг родился 12 марта 1913 года в городе Чикаго (штат Иллинойс), где учился в технической школе Крейна, там он выступал за местную баскетбольную команду, играя в ней её главную ударную силу, в сезоне 1930/31 годов привёл её к чемпионскому титулу лиги общественных школ Чикаго. В 1932 году Боб поступил в Северо-Западный университет, однако покинул его двери уже после первого курса так и не сыграв за «Нортвестерн Уайлдкэтс» ни одной встречи, так как первокурсникам запрещалось выступать за студенческие команды вплоть до 1972 года.